# Bretwalda
Bretwalda (také brytenwalda nebo bretenanwealda, někdy psáno s velkým počátečním písmenem) je staroanglické slovo. Poprvé je použito v Anglosaské kronice z konce 9. století. Je to titul dávaný některým vládcům anglosaských království od 5. století, kteří dosáhli hegemonie nad některými nebo všemi ostatními anglosaskými královstvími, pravděpodobně se jednalo o velekrále. Není jasné, zda toto slovo pochází z 5. století a zda ho dotyční králové používali, nebo zda vzniklo až později v 9. století. Termín bretwalda se také objevuje v listině krále Æthelstana z 10. století. Doslovný význam slova je sporný a může se překládat buď jako „široce vládnoucí“, nebo „vládce Británie“.
Vládcové Mercie byli všeobecně nejsilnějšími z anglosaských králů od poloviny 7. století do počátku 9. století, ale Anglosaská kronika, která byla proti Mercii zaujatá, žádnému z nich titul bretwalda nepřiznala. Velšské letopisy Annales Cambriae pokračovaly v uznávání králů Northumbrie jako „králů Sasů“ až do smrti northumbrijského krále Osreda I. z v roce 716.

## Anglosaští králové s titulembretwalda

Anglosaská království v polovině 7. staletí

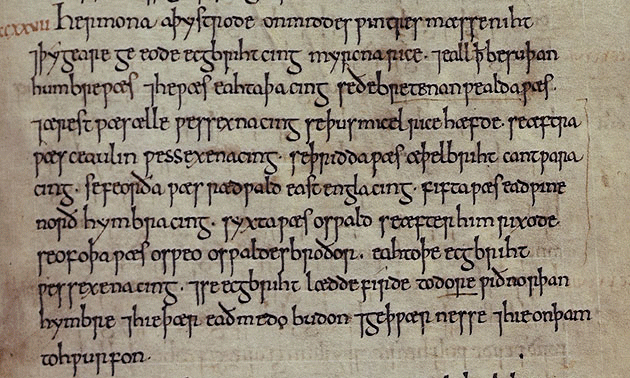
Zápis k roku 827 v Anglosaské kronice, který obsahuje seznam osmi bretwaldů.

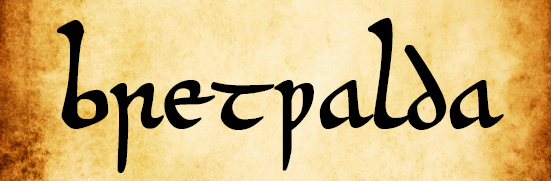
Stylizované slovo bretwalda psané minuskulí

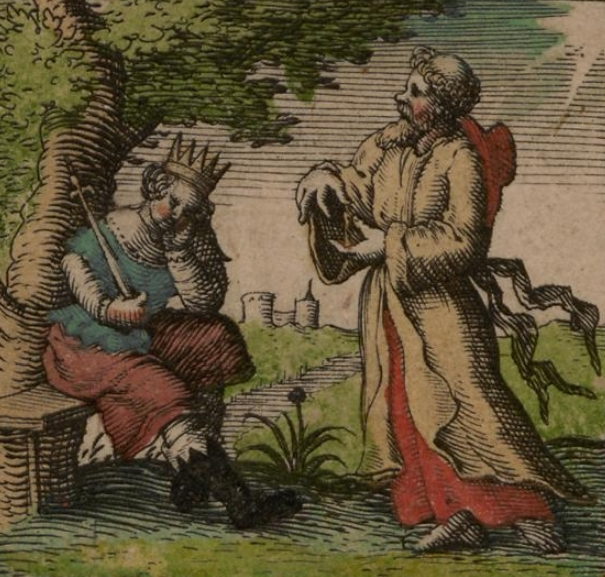
Zobrazení northumbrijského krále Edwina, na obrazu Saxon Heptarchy od Johna Speeda (1611).

### Bretwaldovépodle Bedy Ctihodného aAnglosaské kroniky
- Ælle, král Sussexu (488 – asi 514)
- Ceawlin, král Wessexu (560–592, zemřel roku 593)
- Æthelberht, král Kentu (590–616)
- Rædwald, král Východní Anglie (asi 600 – kolem roku 624)
- Edwin, král Deiry a Bernicie (616–633)

- Oswald, král Northumbrie (633–642)
- Oswiu, král Northumbrie (642–670)

### Bretwaldovépouze podleAnglosaské kroniky
- Ecgberht, král Wessexu (829–839)
- Alfréd, král Wessexu (871–899)

### Vládci Mercie s podobnou nebo větší mocí nežbretwalda
- Penda, král Mercie (628/633–655)
- Wulfhere, král Mercie (658–675)
- Ælthelred, král Mercie (675–704, zemřel roku 716)
- Æthelbald, král Mercie (716–757)
- Offa, král Mercie (757–796)
- Cœnwulf, král Mercie (796–821)

### Další králové, uplatňující nárok na titulbretwalda
- Æthelstan, král Wessexu (927–939)

## Etymologie
První slabika termínu bretwalda může souviset s Britony nebo Británií. Druhým prvkem se rozumí „vládce“ nebo „panovník, i když to doslova může znamenat „mocnář“ “ (wielder). Takový výklad by znamenal „panovník Británie“ nebo „mocnář vládnoucí Británii“.
Slovo však může být i složenina obsahující staroanglické přídavné jméno brytten (od slovesa breotan, znamenající „rozbít“ nebo „rozptýlit/rozehnat“), první část slova je obsažená také v termínech bryten rice („království“), bryten-grund („široká rozloha země“) a bryten cyning („král, jehož moc byla široce rozšířena“). Autor patrně padělané listiny vydané údajně králem Æthelstanem použil termín způsobem, který může znamenat jen „široký-vládce“.
Druhou možnost výkladu termínu bretwalda poprvé navrhuje anglický historik John Mitchell Kemble (1807–1857), když naráží na skutečnost, že „ze šesti rukopisů (Anglosaské kroniky), ve kterých se termín vyskytuje, pouze jeden rukopis obsahuje verzi Bretwalda, zatímco ze zbývajících pěti čtyři obsahují verzi Bryten-walda nebo Bryten-wealda a jeden Breten-anweald, což jsou synonyma termínu Brytenwealda“. Kemble dále uvádí, že král Æthelstan byl nazýván brytenwealda ealles ðyses ealondes, což překládá jako „vládce všech těchto ostrovů“, a že bryten- je běžná předpona slov znamenajících „široký nebo obecný rozptyl“ a že podobnost se slovem bretwealh („Briton“) je „pouze náhodná“.

## Soudobé používání
První zaznamenané použití termínu bretwalda pochází ze západosaské Anglosaské kroniky z konce 9. století, která označila tímto termínem krále Ecgberhta, který vládl Wessexu od roku 802 do roku 839. Kronikář také zapsal jména sedmi králů, které Beda Ctihodný uvedl v své Historia ecclesiastica gentis Anglorum v roce 731. Pozdější Anglosaská kronika ve všech svých dochovaných opisech používá termín Brytenwalda, který mohl představovat původní termín anebo termín odvozený ze společné chyby.
Neexistuje žádný důkaz, že titul měl nějaké praktické využití spojené s implicitními formálními právy, pravomocemi a úřadem, nebo dokonce, že vůbec existoval před 9. stoletím. Beda Ctihodný psal latinsky, nikdy tento termín nepoužil a na jeho seznam králů, kteří drží imperium, by mělo být nahlíženo opatrně, v neposlední řadě proto, že přehlíží takové osobnosti, jakým byl mercijský král Penda, který během své vlády jasně držel v různém stupni závislosti jiná anglosaská království. Podobně také západosaský kronikář ve svém seznamu bretwaldů ignoruje další mercijské krále jako kupříkladu krále Offu.
Použití termínu bretwalda bylo pokusem západosaského kronikáře podpořit nárok wessexských králů na vládu nad celou Velkou Británií. Myšlenka panování nad celou Británií byla přinejmenším v tomto období uznávána, ať už se tímto termínem mínilo cokoli. Docela možná to byl přežívající pozůstatek římského pojmu „Británie“. Je důležité zmínit, že zatímco nadsazené nápisy na mincích a zveličené tituly v listinách často obsahovaly titul rex Britanniae, jakmile byla Anglie sjednocena, začal být používán titul rex Angulsaxonum (král Anglosasů).

## Moderní interpretace termínubretwaldahistoriky
Existence slova bretwalda v Anglosaské kronice, která byla zčásti založena na seznamu Bedy Ctihodného v jeho Historia ecclesiastica gentis Anglorum, vedla historiky k domněnce, že existoval oficiální anglosaský titul vládce nad dalšími královstvími. To bylo zvláště svůdné, protože by to položilo základy pro vznik anglické monarchie. Anglický historik Frank Stenton (1880–1967) řekl o autoru Anglosaské kroniky, že „jeho nepřesnost je více než kompenzována jeho uchováním anglického titulu použitého pro tyto vynikající krále“.  Tvrdil, že pojem bretwalda „je v souladu s dalšími důkazy, které poukazují na germánský původ nejstarších anglických institucí“.
Na konci 20. století byl tento předpoklad ve zvýšené míře rozporován. Anglický historik Patrick Wormald (1947–2004) interpretoval tento titul jako „spíše subjektivně vnímané postavení, než objektivně existující úřad“ a zdůraznil předpojatost autora Anglosaské kroniky při použití titulu ve prospěch pouze vládců panujících na jih od řeky Humber. V roce 1991 argumentoval americký historik Steven Fanning (1947–2018), že „je nepravděpodobné, že termín někdy existoval jako titul nebo byl v běžně používán v anglosaské Anglii.” Skutečnost, že Beda Ctihodný nikdy nezmínil speciální titul pro krále uvedené na svém seznamu, znamená, že žádný takový titul neznal. V roce 1995 současný anglický historik Simon Keynes poznamenal, že „pokud Bedovo pojetí hegemona (nad královstvími na jih od řeky Humber) a pojem „bretwaldy“ kronikáře (autora Anglosaské kroniky) je potřeba považovat za umělé konstrukty, které nemají žádnou platnost mimo kontext literárních děl, ve kterých se objevují, (potom) se oprostíme od domněnek o politickém vývoji, který podle všeho obnášejí ... můžeme se ptát, zda byli králové v osmém a devátém století (opravdu) tak posedlí zřízením univerzálního státu na jih od řeky Humber“.
Moderní interpretace považují pojem hegemona-bretwaldy za komplexní a důležitý ukazatel toho, jak kronikář z 9. století vykládal historii a pokoušel se do této historie vsunout stále silnější saské krále.

## Hegemonie
Během anglosaského období existovala celá dlouhá řada vztahů hegemonie a podřízenosti mezi jednotlivými královstvími. Takový vztah kupříkladu naznačil král, který pomocí listiny udělil někomu půdu v jiném království. Pokud král uplatňoval nadvládu nad velkým královstvím, kupříkladu když Mercie ovládala království Východní Anglie, byl vztah vyrovnanější než v případě mercijské nadvlády nad poměrně malým královstvím Hwicce. Mercie byla patrně nejmocnějším anglosaským královstvím od konce 7. století po většinu 8. století, ačkoli mercijští králové chybí na dvou hlavních „seznamech“ bretwaldů. Pro Bedu Ctihodného byla Mercie tradičním nepřítelem jeho rodné Northumbrie, a navíc považoval její mocné krále, jakým byl kupříkladu pohanský král Penda, za překážku v cestě křesťanské konverze Anglosasů. Beda Ctihodný je vynechal ze svého seznamu, i když je zřejmé, že král Penda měl značnou moc. Z podobného důvodu jsou mocní mercijští králové jako kupříkladu král Offa vynecháni ze západosaské Anglosaské kroniky, která se snažila prokázat legitimitu svých králů k ovládání jiných anglosaských království.